# Lingcheng (häradshuvudort i Kina, Shandong Sheng, lat 35,53, long 116,92)
Lingcheng (kinesiska: 陵城镇, 陵城) är en häradshuvudort i Kina. Den ligger i provinsen Shandong, i den östra delen av landet, omkring 120 kilometer söder om provinshuvudstaden Jinan. Antalet invånare är 60 259. Befolkningen består av 31 182 kvinnor och 29 077 män. Barn under 15 år utgör 14,0 %, vuxna 15-64 år 77 %, och äldre över 65 år 8,0 %.
Runt Lingcheng är det tätbefolkat, med 659 invånare per kvadratkilometer. Närmaste större samhälle är Zoucheng, 15,4 km söder om Lingcheng. Trakten runt Lingcheng består till största delen av jordbruksmark.
Genomsnittlig årsnederbörd är 904 millimeter. Den regnigaste månaden är juli, med i genomsnitt 228 mm nederbörd, och den torraste är januari, med 6 mm nederbörd.